# 明石花火大会歩道橋事故
明石花火大会歩道橋事故（あかしはなびたいかいほどうきょうじこ）は、2001年（平成13年）7月21日に兵庫県明石市で発生した群衆事故である。11名が死亡し、183名が負傷する被害を出した。
明石市と兵庫県警察の警備体制の不備や警備会社を含めた事故後の対応が問題となり、マスコミでも報じられた。

## 概要
2001年（平成13年）7月20日より明石市大蔵海岸にて「第32回明石市民夏まつり花火大会」が行われた。開催2日目となる7月21日の午後8時30分頃、西日本旅客鉄道（JR西日本）山陽本線（愛称：JR神戸線）朝霧駅南側の歩道橋において、駅から来た客と会場からの客が合流する南端で、1平方メートルあたり13人から15人という異常な混雑となり、「群衆雪崩」が発生した。その際、周囲に知らせるために歩道橋の屋根上にまで登る人も続出した。
事故により、11名が全身圧迫による急性呼吸窮迫症候群（圧死）等により死亡し，183名が傷害を負う被害を出す惨事となった。死亡した11名は、小学生以下の児童（9名）と70代の女性（2名）であった。
2005年（平成17年）11月、この死亡事故を教訓として警備業法と国家公安委員会規則が改正され、警備業務検定に従来の常駐警備、交通誘導警備等に加え、雑踏警備が新設された。

## 原因
会場の大蔵海岸と朝霧駅との間には国道2号が通っており、歩道橋以外の連絡がなかったことが大きな原因の一つであった。この歩道橋以外のアクセス経路としては、朝霧駅東側の踏切や西側の跨線橋があったが遠回りになり、山陽電気鉄道本線の大蔵谷駅や西舞子駅があるものの会場から遠いという難点があった。加えて暴走族との衝突が発生しても警備がしやすいという理由から、歩道橋から続く市道に180店の夜店を配置していた。
この結果、事故現場の歩道橋がボトルネックとなり、歩道橋上で駅から会場に向かう人の流れと会場から駅に向かう人の流れが衝突して滞留が発生した。主催者側も迂回手段についてのアナウンスを行わず、さらに当日は蒸し暑く、歩道橋が透明なプラスチックの側壁に覆われた構造のため蒸し風呂状態となり、心理的に焦りが発生したことも事故発生の要因の一つとなっている。

### 警備上の問題
事故後、兵庫県警察の対応や警備計画の問題点が明らかになった。
この花火大会にあたり、明石市と兵庫県警察本部（明石警察署）、警備会社のニシカンとの間で事前の警備計画の協議が不十分だったことや、7か月前の2000年12月31日に行われた「世紀越えカウントダウン花火大会」の警備計画書をほとんど丸写しにしていたことが判明した。さらにその計画書もコンサートなどのイベント用に設計されたものを流用しており、「世紀越えカウントダウン花火大会」の開催時（約5万5000人が参加）にも同様の滞留が起きて軽傷者が出ていた。約15万人から20万人の参加者が予想されていた本大会には、この問題点が生かされていなかった。
また兵庫県警察が暴走族対策を重視して夜店の配置を集中させ、暴走族対策の警備要員を292名配備していた一方で、雑踏警備対策には36名しか配備されず、雑踏対策が軽視されていた。
ニシカンは、事故直後の新聞に「茶髪の青年が無理に押したので群衆雪崩が発生した」「茶髪の青年たちが歩道橋の天井によじ登って騒ぎ不安を煽り立てた」と証言して責任逃れを図ろうとし、マスメディアの報道ではこの証言を元とした評論も見受けられた。ところが後日の調査によれば、実際はその茶髪の青年たちは歩道橋中央での惨事を通報するため、歩道橋のプラスチック壁を破壊して屋根に登り、歩道橋への群衆流入を阻止しようと惨事を皆に伝え、119番で救急車を要請していたことが判明した。事故当時、電話回線の輻輳により、携帯電話を用いた110番通報はつながらない状態であった。
事故発生当時の明石市長の岡田進裕は、この事故と同年12月30日に発生した大蔵海岸での明石砂浜陥没事故の責任を取り、任期途中の2003年の統一地方選挙前に市長を辞職した。

## 裁判

### 民事訴訟
9遺族が明石市・兵庫県警察・ニシカンを相手に民事訴訟を起こし、2005年6月28日、神戸地方裁判所（紙浦健二裁判長）は「被告のいずれかの1者でも万全の準備を行っていれば、事故の発生を防げた可能性があり、事前準備段階における責任は極めて重い」として3者に計約5億6800万円の損害賠償を命じた。原告・被告ともに控訴せず、確定判決となった。

### 刑事訴訟

#### 検察官による訴追
刑事裁判では、兵庫県警察が計画策定と当日警備の両方の業務上過失致死傷容疑で、明石警察署・明石市・ニシカンの当時の担当者ら計12人を書類送検し、うち当日警備の5人を神戸地方検察庁が在宅起訴した。
2004年12月17日、神戸地方裁判所（森岡安広裁判長）で兵庫県警察の警察官1名、ニシカン1名に禁錮2年6月の実刑、市職員3名に禁錮2年6月・執行猶予5年の有罪判決が言い渡された。全員が控訴したが、明石市の次長は翌2005年2月に控訴を取り下げている。
2007年4月6日、大阪高等裁判所（仲宗根一郎裁判長）は「歩道橋の混雑状況から事故を予測できたのに、見物客の生命と安全を守る務めを果たさなかった。署長が雑踏警備班の人員削減を命じた際、何の指摘もなく従うなど事故原因となる事情にかかわったことも見過ごせない」などと述べて一審・神戸地裁の判決を支持し、4被告人の控訴を棄却した。2010年5月31日、最高裁判所は上告していた2被告の判決を棄却し、神戸地裁の判断が確定判決となった。

#### 検察審査会による訴追
一方、書類送検されながら不起訴になった兵庫県警察明石警察署の署長・副署長について、神戸検察審査会に申し立て、3度起訴相当と議決をしたが、神戸地方検察庁は3回とも不起訴とした。起訴相当を3回受けて3回とも不起訴としたケースは、岡山市短大生交通死亡事故（この事件は不起訴不当議決3回）などがあるが、極めて異例であった。
- 2004年4月23日に検察審査会が1回目の起訴相当の議決[15][16]。2004年9月、署長と副署長を2回目の不起訴[17]。
- 2005年12月22日に検察審査会が2回目の起訴相当を議決。2006年6月、署長と副署長を3回目の不起訴。
- 2009年7月30日に検察審査会が3回目の起訴相当の議決。2009年10月、副署長を4回目の不起訴（署長は2007年7月に死亡）。

2006年11月、3回目の不起訴に対して、遺族側は元署長らに対して3度目の審査申し立てを行う方針を決定。2004年5月に公布され、2009年5月までに施行予定の改正検察審査会法により「同一の事件について起訴相当と2回議決された場合には、起訴議決として必ず起訴され、裁判所が指名した弁護士が検察官となる」と定められたためである。
業務上過失致死罪については、2006年7月21日が公訴時効成立の期限であるが、刑事訴訟法254条によると「共犯者の公判中は公訴時効が停止する」との規定があり、公判中の明石署の担当者との共犯関係があると解釈されれば起訴できると遺族側は見ており、改正検察審査会法の施行当日である2009年5月21日に審査申し立てを行った。ただし、2007年7月に元署長が死亡したため、元副署長についてのみ申し立てをしている。ただ、故意犯の共犯と比較して過失犯の共犯が成立する範囲は狭く、この事故において起訴された者と副署長との間に、共犯関係を肯定できるかは意見が分かれた。
3回目の神戸検察審査会による起訴相当議決を受けて、再捜査をした神戸地方検察庁は4回目の不起訴とした。理由に、遺族への説明会において、当時の警察官20人を事情聴取や事故当日の無線記録を再捜査した結果、副署長は計画段階では歩道橋周辺に警察官を固定配置し、必要があれば機動隊などを投入する権限を現場指揮官だった同署地域官に与えて、事故防止に必要な一応の措置は講じており、雑踏警備の計画策定段階での注意義務違反や警備当日に事故を予見できたことを裏付ける証拠が出ず、公判を維持して有罪に持ち込めないとし、法と証拠に基づいて適切に判断した結果だとした。
2010年1月27日、改正検察審査会法に基づき、検察審査会が副署長に対する起訴議決を行い、起訴されることが決定した。同法において強制起訴となった初めての事例になった。
2012年2月22日、神戸地方裁判所で元副署長の公判が開始された。2013年2月20日に出された判決では、「元副署長は責任者や担当者でないが、元署長を補佐し、担当者らを指揮監督して元署長の権限を適正に行使させる義務があった。事前の警備計画について元署長の権限行使が適正でなかったと言わざるをえず、元署長を補佐する元副署長の権限行使も不十分だった疑いは否定できない」とした上で、「元副署長が予想できた事情は抽象的な危惧感に過ぎず、元副署長が事故を予見する義務があったとはいえない。警備計画に不十分な点がなければ必ず事故が発生しなかったということはできない。元副署長の権限行使と事故との因果関係も認められない」として上記の共犯関係を否定し、起訴時点の2010年4月には公訴時効である5年を過ぎているとして、裁判の手続きを打ち切る免訴（求刑・禁錮3年6月）を言い渡した。同日、免訴を不服として検察側指定弁護士は控訴した。
2014年4月23日、大阪高等裁判所は「警備計画の不備と事故が起きたこととの関係は否定されるべきではない」と警備計画の不備と事故との因果関係を認めたが、「計画の策定に当たって元副署長の権限は限定的で、義務違反はなかった」として、また一審と同様に、強制起訴時点で公訴時効が成立しているとして、控訴を棄却した。
その後、指定弁護士が最高裁判所に上告。2016年7月12日、最高裁判所が上告を棄却し、免訴が確定した。

## その後

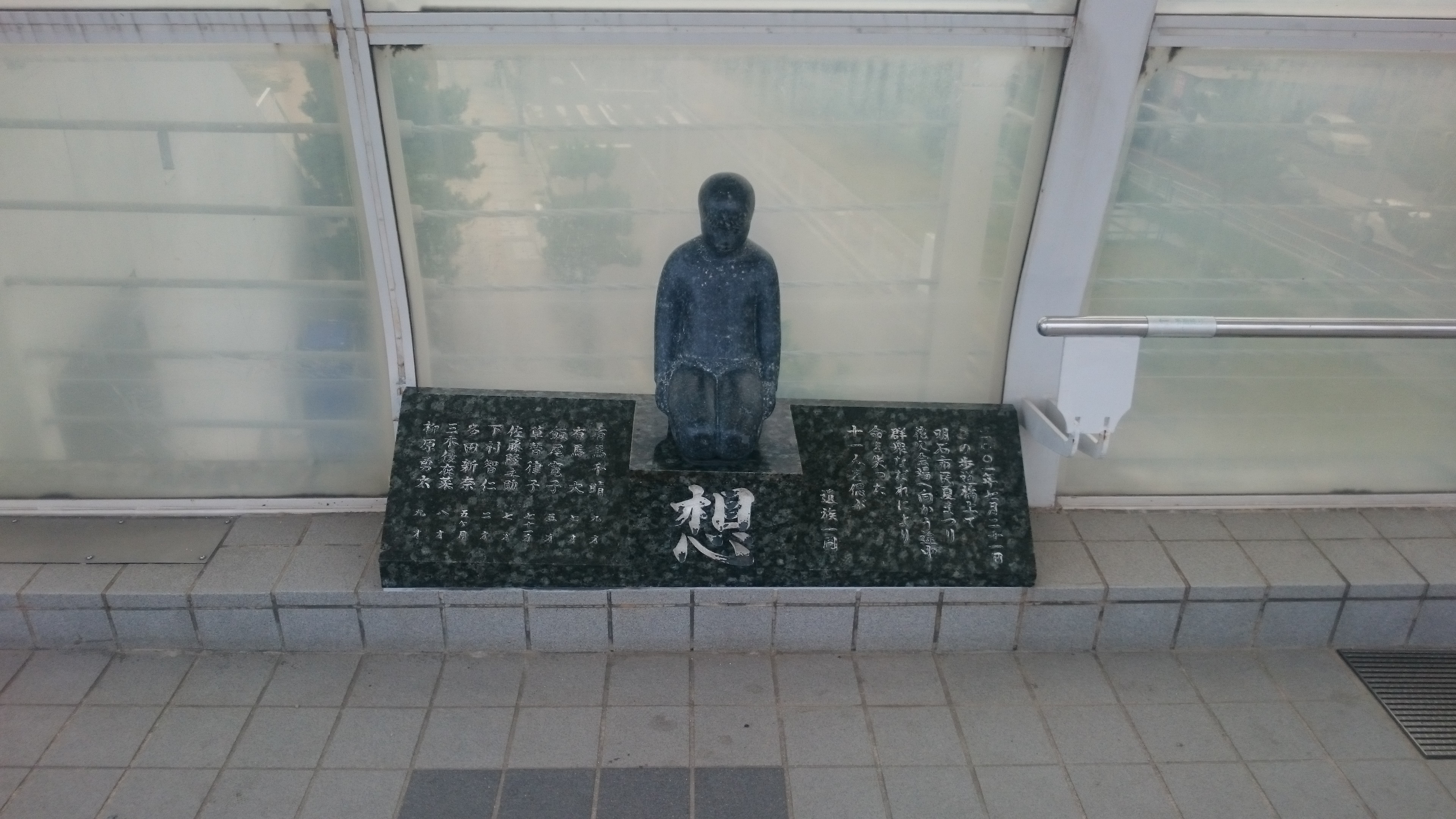
2002年（平成14年）7月12日に事故現場へ設けられた慰霊碑「想」

この事故を受け、翌2002年から「明石市民夏まつり」はいったん中止され、2004年から明石公園に場所を移して再開されたものの、花火大会は開催されなくなった。また、近隣の神戸市垂水区の海神社でも毎年7月に奉納花火大会が開催されていたが、2007年から花火大会が中止された。
兵庫県内外でも同様に、同年または以降の多くの花火大会が中止となり、土日開催を避ける花火大会もみられた。また、警備上の問題があるイベントについても中止・縮小などを余儀なくされた。
またこの事故を教訓として、翌2002年に開催されたサッカーワールドカップ日韓大会では、会場近くの臨時駅である鹿島サッカースタジアム駅（茨城県鹿嶋市）まで東京方面から臨時列車を運行する予定であったが、小駅における混乱を未然に防ぐ目的から同駅乗り入れを取り止め、手前の常設駅の鹿島神宮駅までの運転に変更している。
この事故でベビーカーに覆い被さり乳児の命を守った犠牲者女性（享年71）に対し、社会貢献支援財団により「社会貢献者表彰日本財団賞」が授与された。
当時現場で救助や誘導を行った男子大学生は、後年地元に戻って消防士となり、救助された女児は看護師となった。

## 報道への影響
- この事故の日にフジテレビ及びFNN系列各局で放送されていた『FNS ALLSTARS27時間笑いの夢列島』では、深夜の「さんま・中居の今年も眠れない」の後にこの件のニュースを放送していた。この後、ウッチャンナンチャンの内村光良によるドミノ倒し企画が放送される予定だったが、「ドミノ倒しが事故を連想させる」として、フジテレビはこの企画を急遽取り止めた。
  - エリア内のフジテレビ系列局である関西テレビは、これとは別に独自の臨時ニュースを追加放送した。
- テレビ朝日系列全国24局ネットで放送した「全英オープンゴルフ」の放送内に緊急報道特番を放送した。
- 日本将棋連盟は、事故発生から4日後の7月25日付で報道機関に対し「将棋倒し」の表現は「誠に不適切な使い方である」として、事故などの報道でこの言葉の使用をやめるよう要望書を出した[34]。なお同連盟の要望書はこの事故だけでなく、群集事故の報道全般について「将棋倒し」の語を使うのをやめるよう強く求めたものである[34]。同連盟からの抗議を受け、以降はNHKでは「人が折り重なって倒れ…」との表現に改めている。